# Aberdaria ligulata
Genre
Espèce
Aberdaria ligulata, unique représentant du genre Aberdaria, est une espèce d'araignées aranéomorphes de la famille des Linyphiidae.

## Distribution
Cette espèce est endémique du Kenya. 

## Publication originale
- Holm, 1962 : The spider fauna of the East African mountains. Part I: Fam. Erigonidae. Zoologiska Bidrag Från Uppsala, vol. 35, p. 19-204.